# Почётные граждане Когалыма
Почётный гражданин Когалыма — почётное звание в городе Когалыме в Ханты-Мансийском автономном округе — Югре России. Является высшей формой общественного признания и
присваивается гражданам за долголетний, добросовестный труд, за высокое
профессиональное мастерство, за особые заслуги в области науки, культуры,
образования, здравоохранения, спорта, городского хозяйства, общественной
безопасности и в других сферах деятельности, за активную благотворительную,
спонсорскую, общественную и новаторскую деятельность, пользующимся
всеобщим уважением и авторитетом у жителей города Когалыма.
Почётное звание введено решением Думы города Когалыма от 24.09.2018 N 208-ГД «О внесении изменений в Устав города Когалыма».

## Список почётных граждан Когалыма
- Алекперов,  Вагит Юсуфович
- Вайншток, Семён Михайлович
- Ветштейн, Валентина Васильевна
- Гаврилова, Тамара Григорьевна
- Гаврин, Александр Сергеевич
- Гурин, Андрей Александрович
- Ерпылева, Елена Викторовна
- Инюшин, Николай Владимирович
- Кирадиев, Георгий Михайлович
- Короткова, Руфина Михайловна
- Кочкуров,  Сергей Алексеевич
- Курилов,  Анатолий Леонидович
- Лавров,  Геннадий Иванович
- Липина, Лилия Петровна
- Лосева, Инна Вениаминовна
- Мартынов,  Александр Сергеевич
- Мартынова, Ольга Валентиновна
- Недева, Феодора Михайловна
- Некрасов,  Владимир Иванович
- Собянин, Сергей Семёнович
- Чиглинцева, Лидия Максимовна
- Шамсуаров,  Азат Ангамович